# 第1次ソールズベリー侯爵内閣

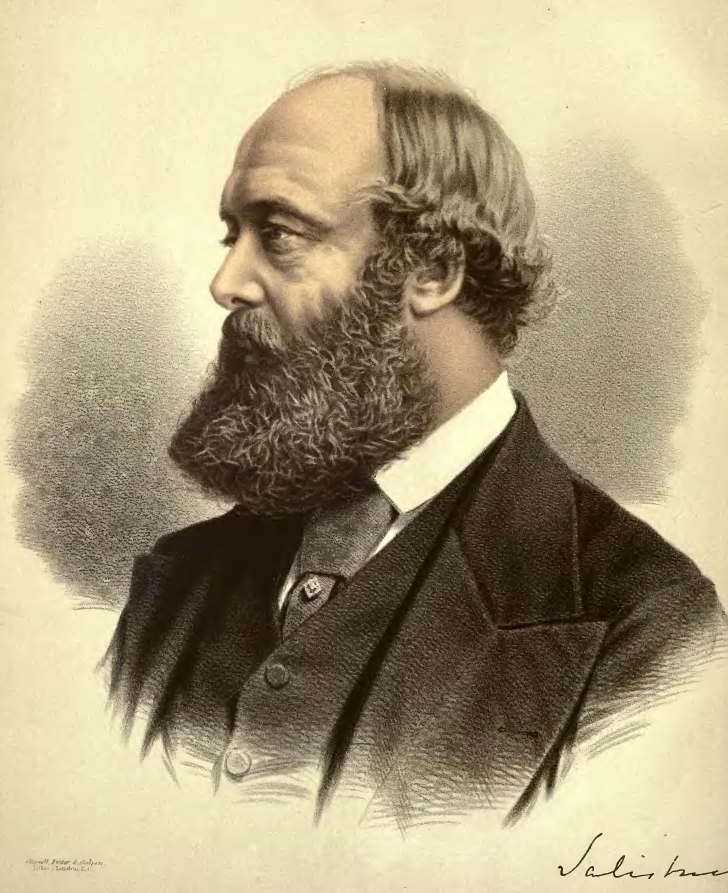
第3代ソールズベリー侯爵ロバート・ガスコイン＝セシル

第1次ソールズベリー侯爵内閣（英語: First Salisbury ministry）は、1885年7月から1886年2月まで続いた保守党党首第3代ソールズベリー侯爵ロバート・ガスコイン＝セシルを首相とするイギリスの内閣である。

## 成立の経緯
自由党政権第2次グラッドストン内閣はアイルランド強圧法の更新をめぐって分裂。対して保守党はランドルフ・チャーチル卿の主導でアイルランド議会党党首チャールズ・スチュワート・パーネルに接近を図り、強圧法更新に反対した。これにより両党の協力関係が出来上がり、1885年6月8日の庶民院で保守党とアイルランド議会党は自由党政府提出予算案の修正動議を可決させ、グラッドストン内閣を総辞職に追い込んだ。
1881年に初代ビーコンズフィールド伯爵ベンジャミン・ディズレーリが死去して以来、保守党は全党党首が不在であり、庶民院保守党はサー・スタッフォード・ノースコート準男爵（後の初代イデスリー伯爵）、貴族院保守党は第3代ソールズベリー侯爵ロバート・ガスコイン＝セシルが指導するという両院別個の二党首体制を取っていた。しかしノースコートは庶民院保守党を統制できず、ランドルフ・チャーチル卿やアーサー・バルフォアら「第4党」が彼を差し置く形でグラッドストン政権批判を展開していた。そのため、この1885年の時点ではノースコートの権威は墜落しており、衆目の一致する保守党指導者はソールズベリー侯爵であった。
ヴィクトリア女王が組閣の大命を下したのもソールズベリー侯爵だった。しかし当時保守党は自由党に170議席以上の大差をつけられている少数党であり、政権を取っても自由党が敵対的態度を取ればすぐに潰されてしまうため、ソールズベリー侯爵は大命拝受を逡巡した。一方グラッドストンも自由党に不利であろう即時の解散総選挙を恐れていたので、結局、即時解散総選挙をしないことを条件に自由党は保守党政権への攻撃を控えるということで両党は合意した。
こうして6月23日、ウィンザー城に参内したソールズベリー侯爵は組閣の大命を拝受することになった。

## 主な政策
第1次ソールズベリー侯爵内閣は少数与党政権であり、アイルランド議会党に依存するところが大きかった。そのため、同党への譲歩を企図し、アイルランド大法官初代アシュバーン男爵エドワード・ギブソンの主導でアイルランド小作人に低利で土地購入費を貸し出し、自作農化を促すアシュバーン法を制定した。
外交ではインド担当大臣ランドルフ・チャーチル卿とインド総督初代ダファリン伯爵フレデリック・ハミルトン＝テンプル＝ブラックウッドの主導でビルマへの軍事侵攻を行い、同国を英領インド帝国に併合した（第三次英緬戦争）。

## 総辞職の経緯
1885年11月の解散総選挙は自由党334議席、保守党250議席、アイルランド議会党86議席という結果になった。
自由党が多数党のままだったが、キャスティング・ボートを握るアイルランド議会党はグラッドストンがアイルランド自治の方針を確約していない現状では、自由党に協力するつもりはなかったので、ソールズベリー侯爵はその後もしばらく政権に留まった。
しかし新議会の召集までの間にグラッドストンはアイルランド自治の方針を公表。これにより1886年1月21日からの新議会では自由党とアイルランド議会党の連携が成り、ソールズベリー侯爵内閣は1月27日の庶民院の採決に敗れ、総辞職を余儀なくされた。
代わって第3次グラッドストン内閣が成立する。

## 閣内大臣一覧
| 職名                         | 氏名                                   | 在任期間              |
|                              |                                        |                       |
| 首相 外務大臣 貴族院院内総務 | 第3代ソールズベリー侯爵                | 1885年7月 - 1886年2月 |
|                              |                                        |                       |
| 第一大蔵卿                   | 初代イデスリー伯爵                     | 1885年7月 - 1886年2月 |
| 大法官                       | 初代ハルズベリー男爵                   | 1885年7月 - 1886年2月 |
| 枢密院議長                   | 初代クランブルック子爵                 | 1885年7月 - 1886年2月 |
| 王璽尚書                     | 第3代ハロービー伯爵                    | 1885年7月 - 1886年2月 |
| 内務大臣                     | サー・リチャード・クロス               | 1885年7月 - 1886年2月 |
| 植民地大臣                   | サー・フレデリック・スタンリー         | 1885年7月 - 1886年2月 |
| 陸軍大臣                     | ウィリアム・ヘンリー・スミス           | 1885年7月 - 1886年1月 |
| 陸軍大臣                     | 初代クランブルック子爵                 | 1886年1月 - 1886年2月 |
| インド担当大臣               | ランドルフ・チャーチル卿               | 1885年7月 - 1886年2月 |
| 海軍大臣                     | ジョージ・ハミルトン卿                 | 1885年7月 - 1886年2月 |
| 財務大臣 庶民院院内総務      | サー・マイケル・ヒックス・ビーチ準男爵 | 1885年7月 - 1886年2月 |
| 通商長官                     | 第6代リッチモンド公爵                  | 1885年7月 - 1885年8月 |
| 通商長官                     | エドワード・スタンホープ               | 1885年8月 - 1886年2月 |
| アイルランド担当大臣         | ウィリアム・ヘンリー・スミス           | 1886年1月 - 1886年2月 |
| 郵政長官                     | ジョン・マナーズ卿                     | 1885年7月 - 1886年2月 |
| アイルランド総督             | 第4代カーナーヴォン伯爵                | 1885年7月 - 1886年1月 |
| アイルランド大法官           | 初代アシュバーン男爵                   | 1885年7月 - 1886年2月 |
| スコットランド担当大臣       | 第6代リッチモンド公爵                  | 1885年7月 - 1886年2月 |
| 枢密院副議長                 | エドワード・スタンホープ               | 1885年7月 - 1885年8月 |
| 枢密院副議長                 | 後任は閣外大臣                         |                       |